# أل جارو

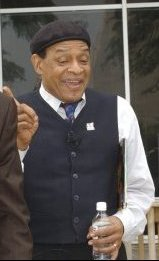
ال جارو

أَلوِن لُبيز «أل جارو» هو مغني جاز أميركي حاصل على جائزة جرامي العالمية لسبع مرات. وهو أول فنان في التاريخ يفوز بجوائز في ثلاث فئات غنائية مختلفة هي الجاز والبوب وريذم أند بلوز. وحصل على جوائز جرامي خلال أربعة عقود متتالية سنوات 1970 و1980 و1990 و2000. ولد سنة 1940 في أسرة محافظة كان هو الابن الخامس من مجموع ستة أبناء، ورث الغناء عن أبيه الذي كان واعظاً معمدانيا وأمه التي كانت عازفة بيانو بالكنيسة. كان والداه يغنيان مع بعض في فرقة واحدة في الحفلات التي تقيمها الكنيسة. حاصل على بكالوريوس في علم النفس عام 1962، وعلى ماجستير في إعادة التأهيل المهني من جامعة آيوا. شكل هو وعازف القيثارة خوليو مارتينيز ثنائياً ناجحاً سنة 1967، وهو ما دفعه إلى اتخاذ قرار التفرغ للغناء، وهو ما حدث فعلاً ابتداءً من سنة 1968. ولم يكتف أل جارو بالغناء فقط، بل عكف منذ البداية عاى تأليف قصائد غنائية استوحى الكثير من محتوياتها من نشأته المحافظة وطغت عليها ميوله الروحانية. وفي سنة 1975، بدأ أل جارو العمل مع عازف البيانو توم كانينج، وأصدر بعد فترة قصيرة ألبومه «وي جوت باي» الذي قذفه إلى عالم الشهرة وكان طريقه للحصول على جائزة جرامي الألمانية ثم الثانية عن ألبومه الثاني «جلوو». ومن بين ألبومات أل جارو الناجحة «بريكن أواي» عام 1981.
يشتهر أل جارو بصوته الجهوري القوي وقدرته العجيبة على الغناء باستخدام كلمات صائتة غير ذات معنى لكنها ذات إيقاع موسيقي لا يخلو من نكتة وإبداع وجاذبية، وأيضاً بقدرته على تقليد نغمات أوتار القيثارة. شارك بأغانيه في العديد من الفعاليات الخيرية والحفلات ذات أبعاد إنسانية عالمية. وفي سنة 2010، كان أغنية أل جارو "دابل فيس" ضمن أغاني ألبوم "يومير ديوداتو الذي أنتجه المنتج الإيطالي نيكولوسي.
تزوج أل جارو مرتين في حياته، استغرق الزواج الأول أربع سنوات، والثاني دام منذ 1977 وكان ابنه ريان ثمرة زيجته الثانية.
في يوليو 2010 وصل إلى أسماع محبي وعشاق أل جارو أن أل جارو يتلقى العلاج في مستشفى بالعاصمة الفرنسية باريس إثر تعرضه لمشكلات في التنفس واضطرابات في دقات القلب، إلا أن هذه الأنباء سُرعان ما تبددت بعد خروج أل جارو من هذه الأزمة الصحية سالماً معافى وعودته لمواصلة جولاته الغنائية في العالم بنفس قوة صوته ووهجه وألقه.
وتحفل مسيرة أل جارو بعطاء فني زاخر، فقد أصدر أكثر من 15 ألبوماً تغنى فيها بالحب والأحلام والحنين وعن اليوم والغد وعن السماء والأرض وجمال الطبيعة وقوس قزح وضوء القمر واورود والزهور، نال نصفها جوائز جرامي العالمية (سبع جوائز). ألف العديد من القصائد التي غنى بعضها فقط، وغنى أغلبها آخرون من مشاهير الجاز والبوب من أبناء جيله.
وبالإضافة إلى جوائز جرامي، حاز أل جارو على أكثر من 17 جائزة وتتويج عن روعة أدائه في الجاو وأحسن ألبوم للأطفال وأفضل أداء تقليدي وألبوم العام وأحسن أداء صواتي على الخشبة، وغيرها.

## روابط خارجية
- أل جارو على موقع IMDb (الإنجليزية)
- أل جارو على موقع الموسوعة البريطانية (الإنجليزية)
- أل جارو على موقع مونزينجر (الألمانية)
- أل جارو على موقع ميوزك برينز (الإنجليزية)
- أل جارو على موقع قاعدة بيانات برودواي على الإنترنت (الإنجليزية)
- أل جارو على موقع إن إن دي بي (الإنجليزية)
- أل جارو على موقع أول ميوزيك (الإنجليزية)
- أل جارو على موقع ديسكوغز (الإنجليزية)
- أل جارو على موقع قاعدة بيانات الفيلم (الإنجليزية)

## وصلا خارجية
- موقع وب أل جرو الرسمي